# Sogndal
Sogndal är en tätort och centralort i Sogndals kommun i Sogn og Fjordane i Vestland fylke, Norge.